# Andrej Igorevics Kljusin
Andrej Igorevics Kljusin (oroszul: Андрей Игоревич Клюшин) (Leningrád, 1962. december 7. –) szovjet színekben világbajnoki bronzérmes orosz tőrvívó, edző.